# Lim Dong-min
Lim Dong-min, kor. 임동민 (ur. 14 kwietnia 1980 w Seulu) – południowokoreański pianista; laureat wielu konkursów pianistycznych. Jego młodszym bratem jest pianista Lim Dong-hyek.

## Życiorys
Naukę gry na fortepianie rozpoczął stosunkowo późno (w wieku dziewięciu lat). Studiował w Sunhwa Arts School w Seulu, w Centralnej Szkole Muzycznej przy Konserwatorium Moskiewskim, a następnie w samym Konserwatorium. Jednym z jego nauczycieli był Lew Naumow. Ukończył też studia podyplomowe w Hochschule für Musik und Theater w Hanowerze.
W trakcie swojej kariery wystąpił na wielu konkursach muzycznych:
- Międzynarodowy Konkurs Chopinowski dla Młodych Pianistów w Moskwie (1996) – I nagroda
- Międzynarodowy Konkurs Muzyczny im. Piotra Czajkowskiego (1998) – finalista
- Międzynarodowy Konkurs im. Giovanniego Battisty Viottiego w Vercelli (2000) – III nagroda
- Międzynarodowy Konkurs Pianistyczny im. Ferruccio Busoniego w Bolzano (2001) – III nagroda
- Międzynarodowy Konkurs Muzyczny im. Piotra Czajkowskiego (2002) – V nagroda
- Międzynarodowy Konkurs „Praska Wiosna” w Pradze (2004) – II nagroda
- XV Międzynarodowy Konkurs Pianistyczny im. Fryderyka Chopina w Warszawie (2005) – III nagroda (ex aequo ze swoim bratem Lim Dong-hyekiem)

Koncertuje w wielu miastach Europy, m.in. w Moskwie, Petersburgu, Berlinie, Paryżu, Londynie, Salzburgu i Pradze. Współpracował m.in. z Royal Philharmonic Orchestra. Prowadzi zajęcia w południowokoreańskim Keimyung University.

## Repertuar i dyskografia
W jego repertuarze są utwory m.in. Fryderyka Chopina i Ludwiga van Beethovena. Nagrał kilka płyt m.in. dla Sony BMG Music Entertainment.